# あさき、ゆめみし
『あさき、ゆめみし』は、澪より2008年7月25日に発売されたゲームソフト。
2011年4月28日には追加シナリオを収録したPSP版が発売された。
続編も制作され、2012年10月26日（当初は2012年7月27日の予定であった）には『倭人異聞録〜あさき、ゆめみし〜』（わじんいぶんろく - ）が、そして2013年8月30日にはファンディスクとして『あさき、ゆめみし～ひととせ～』が発売された。

## 登場人物
伊織 沙耶（いおり さや）※名前変更可能（苗字固定）
主人公。退魔師の少女、17歳の女子高生。依頼を受けて伊那砂郷（いなさごう）へ向うことになる。
八重垣 薙羽哉 （やえがき ちはや）
声 - 小野大輔
18歳。伊那砂郷の郷長で主人公の依頼主。
俺様で口は悪いがお人よし。
祇王（ぎおう）
声 - 代永翼
主人公の相棒で一緒に退魔の依頼をこなしている。
見た目は幼いが、50年以上生きている妖。子ども扱いされるのは好きではない。趣味は読書。
伊織 愁一郎（いおり しゅういちろう）
声 - 竹本英史
29歳。主人公の従兄（血は繋がっていない）で退魔師をしている。焔の術を使い、自分を守るため夏でも黒いロングコートを着ている。退魔師としての能力はとても高いが、生活能力が全くないため虚空に世話を焼かれている。
利光 高虎（としみつ たかとら）
声 - 谷山紀章
15歳。主人公と同じ高校の1年生だが、主人公とは郷で初めて出会った。
冷めた印象を受けるが、礼儀正しく義理堅い。懐いた相手にはとことん甘える。
東雲 霖（しののめ りん）
声 - 小西克幸
主人公に伊那砂郷での仕事を持ってきた情報屋。
人をからかうことが好きで、その言動から他の人物からうざがられている。
安綱（やすつな）
声 - 浜田賢二
八重垣家に仕える召使い。すべての家事と薙羽哉の郷長の使途後の補佐（ほぼ仕事全部）をしている。
料理の腕前は天才的。
虚空（こくう）
声 - 藤村歩
伊織家（今は愁一郎）に仕える護法童子。かなりの年数を生きている。食べることが大好きで、食へのこだわりはかなり強い。

### 妖
アヤ
声 - 結本ミチル
主人公と深い関わりがある禍津日神。
カガチ
声 - 斎賀みつき
郷に現れた夜刀族の妖。祇王に敵意を向けている。
壱人（いちと）
声 - 細谷佳正
郷に現れた妖。高虎と深い因縁がある。
ミク
声 - 藤村歩
郷に現れた妖。壱人の事が大好き。
太夫（たゆう）
声 - 白石稔
アヤと一緒に行動している人物。
風鬼（ふうき）
声 - 白石稔
郷に現れた鬼の妖3兄妹の長男。血は繋がっていない。
水鬼（すいき）
声 - 甲斐田裕子
郷に現れた鬼の妖3兄妹の真ん中。
金鬼（きんき）
声 - 永田依子
郷に現れた鬼の妖3兄妹の一番下の妹。

## スタッフ
- 企画・シナリオ - アダシノネコ
- 原画 - 銀木夕、天空すふぃあ
- 音楽 - Tynwald music（樋口秀樹&WHITE-LIPS）、azure studio